# Torneo de New Haven
El Torneo de New Haven, anteriormente Pilot Pen Tennis, fue un torneo oficial de tenis que se disputó en la ciudad estadounidense de New Haven, Connecticut dentro del calendario de la ATP. Se disputó sobre superficie dura, y se jugó desde la temporada 1990 hasta la 1998, reanudándose nuevamente en la temporada 2005 hasta 2010 en que el torneo se mudó a Winston-Salem. El único jugador que ganó el torneo 2 veces es el estadounidense James Blake. El torneo sirve como preparación para el US Open, jugándose durante semana anterior al comienzo del Grand Slam y también sirve como último torneo del US Open Series.
A partir de la temporada 2011 solo se disputa el torneo femenino, que se viene disputando desde 1998,  dentro del calendario de la WTA y las jugadoras que más veces lo han ganado es la estadounidense Venus Williams y la danesa Caroline Wozniacki en 4 ocasiones consecutivas.

## Campeones

### Individual masculino
| Año  | Campeón            | Finalista          | Resultado        |
| ---- | ------------------ | ------------------ | ---------------- |
| 1990 | Derrick Rostagno   | Todd Woodbridge    | 6-3, 6-3         |
| 1991 | Petr Korda         | Goran Ivanišević   | 6-4, 6-2         |
| 1992 | Stefan Edberg      | MaliVai Washington | 7-6(4), 6-1      |
| 1993 | Andrei Medvedev    | Petr Korda         | 7-5, 6-4         |
| 1994 | Boris Becker       | Marc Rosset        | 6-3, 7-5         |
| 1995 | Andre Agassi       | Richard Krajicek   | 3-6, 7-6(2), 6-3 |
| 1996 | Alex O´Brien       | Jan Siemerink      | 7-6(6), 6-4      |
| 1997 | Yevgeny Kafelnikov | Patrick Rafter     | 7-6(4), 6-4      |
| 1998 | Karol Kucera       | Goran Ivanišević   | 6-4, 5-7, 6-2    |
| 2005 | James Blake        | Feliciano López    | 3-6, 7-5, 6-1    |
| 2006 | Nikolay Davydenko  | Agustín Calleri    | 6-4, 6-3         |
| 2007 | James Blake        | Mardy Fish         | 7-5, 6-4         |
| 2008 | Marin Čilić        | Mardy Fish         | 6-4, 4-6, 6-2    |
| 2009 | Fernando Verdasco  | Sam Querrey        | 6-4, 7-6(6)      |
| 2010 | Sergiy Stakhovsky  | Denis Istomin      | 3-6, 6-3, 6-4    |

### Dobles masculino
| Año  | Campeones                       | Finalistas                           | Resultado     |
| ---- | ------------------------------- | ------------------------------------ | ------------- |
| 1990 | Jeff Brown Scott Melville       | Goran Ivanišević Petr Korda          | 2-6, 6-3, 6-4 |
| 1991 | Petr Korda Wally Masur          | Jeff Brown Scott Melville            | 0-6, 6-4, 7-6 |
| 1992 | Kelly Jones Rick Leach          | Patrick McEnroe Jared Palmer         | 6-4, 6-2      |
| 1993 | Cyril Suk Daniel Vacek          | Steve DeVries David Macpherson       | 6-7, 7-5, 6-2 |
| 1994 | Grant Connell Patrick Galbraith | Jacco Eltingh Paul Haarhuis          | 6-4, 7-6      |
| 1995 | Rick Leach Scott Melville       | Leander Paes Nicolás Pereira         | 5-7, 7-6, 7-6 |
| 1996 | Byron Black Grant Connell       | Jonas Björkman Nicklas Kulti         | 6-3, 7-6      |
| 1997 | Mahesh Bhupathi Leander Paes    | Sébastien Lareau Alex O'Brien        | 6-4, 6-4      |
| 1998 | Wayne Arthurs Peter Tramacchi   | Sébastien Lareau Alex O'Brien        | 6-4, 6-4      |
| 2005 | Gastón Etlis Martín Rodríguez   | Rajeev Ram Bobby Reynolds            | 6-4, 6-3      |
| 2006 | Jonathan Erlich Andy Ram        | Mariusz Fyrstenberg Marcin Matkowski | 6-3, 6-3      |
| 2007 | Mahesh Bhupathi Nenad Zimonjić  | Mariusz Fyrstenberg Marcin Matkowski | 6-3, 6-3      |
| 2008 | Marcelo Melo André Sá           | Mahesh Bhupathi Mark Knowles         | 7-5, 6-2      |
| 2009 | Julian Knowle Jürgen Melzer     | Bruno Soares Kevin Ullyett           | 6-4, 7-6(3)   |
| 2010 | Robert Lindstedt Horia Tecău    | Rohan Bopanna Aisam-ul-Haq Qureshi   | 6-4, 7-5      |

### Individual femenino
| Año  | Campeona            | Finalista            | Resultado        |
| ---- | ------------------- | -------------------- | ---------------- |
| 1998 | Steffi Graf         | Jana Novotná         | 6-4, 6-1         |
| 1999 | Venus Williams      | Lindsay Davenport    | 6-2, 7-5         |
| 2000 | Venus Williams      | Mónica Seles         | 6-2, 6-4         |
| 2001 | Venus Williams      | Lindsay Davenport    | 7-6(6), 6-4      |
| 2002 | Venus Williams      | Lindsay Davenport    | 7-5, 6-0         |
| 2003 | Jennifer Capriati   | Lindsay Davenport    | 6-2, 4-0, ret.   |
| 2004 | Elena Bovina        | Nathalie Dechy       | 6-2, 2-6, 7-5    |
| 2005 | Lindsay Davenport   | Amélie Mauresmo      | 6-4, 6-4         |
| 2006 | Justine Henin       | Lindsay Davenport    | 6-0, 1-0, ret.   |
| 2007 | Svetlana Kuznetsova | Ágnes Szávay         | 4-6, 3-0, ret.   |
| 2008 | Caroline Wozniacki  | Anna Chakvetadze     | 3-6, 6-4, 6-1    |
| 2009 | Caroline Wozniacki  | Elena Vesnina        | 6-2, 6-4         |
| 2010 | Caroline Wozniacki  | Nadia Petrova        | 6-3, 3-6, 6-3    |
| 2011 | Caroline Wozniacki  | Petra Cetkovská      | 6-4, 6-1         |
| 2012 | Petra Kvitová       | María Kirilenko      | 7-6(9), 7-5      |
| 2013 | Simona Halep        | Petra Kvitová        | 6-2, 6-2         |
| 2014 | Petra Kvitová       | Magdaléna Rybáriková | 6-4, 6-2         |
| 2015 | Petra Kvitová       | Lucie Šafářová       | 6-7(6), 6-2, 6-2 |
| 2016 | Agnieszka Radwańska | Elina Svitólina      | 6-1, 7-6(3)      |
| 2017 | Daria Gavrilova     | Dominika Cibulková   | 4-6, 6-3, 6-4    |
| 2018 | Aryna Sabalenka     | Carla Suárez         | 6-1, 6-4         |

### Dobles femenino
| Año  | Campeonas                                  | Finalistas                                | Resultado           |
| ---- | ------------------------------------------ | ----------------------------------------- | ------------------- |
| 1998 | Alexandra Fusai Nathalie Tauziat           | Mariaan de Swardt Jana Novotná            | 6-1, 6-0            |
| 1999 | Lisa Raymond Rennae Stubbs                 | Elena Likhovtseva Jana Novotná            | 7-6(1), 6-2         |
| 2000 | Julie Halard-Decugis Ai Sugiyama           | Virginia Ruano Paola Suárez               | 6-4, 5-7, 6-2       |
| 2001 | Cara Black Elena Likhovtseva               | Jelena Dokić Nadia Petrova                | 6-0, 3-6, 6-2       |
| 2002 | Daniela Hantuchová Arantxa Sánchez Vicario | Tathiana Garbin Janette Husárová          | 7-6, 1-6, 7-5       |
| 2003 | Virginia Ruano Paola Suárez                | Alicia Molik Magüi Serna                  | 7-6(6), 6-3         |
| 2004 | Nadia Petrova Meghann Shaughnessy          | Martina Navratilova Lisa Raymond          | 6-1, 1-6, 7-6(4)    |
| 2005 | Lisa Raymond Samantha Stosur               | Gisela Dulko María Kirilenko              | 6-2, 6-7(1), 6-1    |
| 2006 | Zi Yan Jie Zheng                           | Lisa Raymond Samantha Stosur              | 6-4, 6-2            |
| 2007 | Sania Mirza Mara Santangelo                | Cara Black Liezel Huber                   | 6-1, 6-2            |
| 2008 | Květa Peschke Lisa Raymond                 | Sorana Cîrstea Monica Niculescu           | 4-6, 7-5, [10-7]    |
| 2009 | Nuria Llagostera María José Martínez       | Iveta Benešová Lucie Hradecká             | 6-2, 7-5            |
| 2010 | Květa Peschke Katarina Srebotnik           | Bethanie Mattek-Sands Meghann Shaughnessy | 7-5, 6-0            |
| 2011 | Chia-Jung Chuang Olga Govortsova           | Sara Errani Roberta Vinci                 | 7-5, 6-2            |
| 2012 | Liezel Huber Lisa Raymond                  | Andrea Hlaváčková Lucie Hradecká          | 4-6, 6-0, [10-4]    |
| 2013 | Sania Mirza Jie Zheng                      | Anabel Medina Katarina Srebotnik          | 6-3, 6-4            |
| 2014 | Andreja Klepač Silvia Soler                | Marina Erakovic Arantxa Parra             | 7-5, 4-6, [10-7]    |
| 2015 | Julia Goerges Lucie Hradecká               | Chia-Jung Chuang Chen Liang               | 6-3, 6-1            |
| 2016 | Sania Mirza Monica Niculescu               | Kateryna Bondarenko Chia-Jung Chuang      | 7-5, 6-4            |
| 2017 | Gabriela Dabrowski Xu Yifan                | Ashleigh Barty Casey Dellacqua            | 3-6, 6-3, [10-8]    |
| 2018 | Andrea Hlaváčková Barbora Strýcová         | Su-Wei Hsieh Laura Siegemund              | 6-4, 6-7(7), [10-4] |

## Más Ganadores

### Mujeres
- 4 Títulos
  -  Venus Williams: 1999, 2000, 2001, 2002
  -  Caroline Wozniacki: 2008, 2009, 2010, 2011

- 3 Títulos
  -  Petra Kvitová: 2012, 2014, 2015

- Datos: Q203273